# ويليام ارين بربور
ويليام ارين بربور (31 يوليو 1888 في الولايات المتحدة - 22 نوفمبر 1943 بواشنطن العاصمة في الولايات المتحدة) (بالإنجليزية: William Warren Barbour)‏ هو سياسي وملاكم أمريكي.